# Rhaphium medicoris
Rhaphium medicoris är en tvåvingeart som först beskrevs av Becker 1922.  Rhaphium medicoris ingår i släktet Rhaphium och familjen styltflugor.
Artens utbredningsområde är Taiwan. Inga underarter finns listade i Catalogue of Life.